# Список парусных линейных кораблей Голландского флота

Пополняемый список голландских линейных кораблей, построенных с 1620 по 1860 гг.

## Линейные корабли постройки 1661—1667 гг

### 24 корабля, построенные согласно кораблестроительной программе 1664 г.

#### Корабли 2 ранга
- Oostergo (1664), 60/68 ор. Нет в списках флота с 1676 г.
- Kalandsoog (1664), 64/72 ор. Нет в списках флота с 1689 г.
- Akerboom (1664), 60/62 ор. Разбился в 1689 г.
- Gideon (1664), 58/62 ор. Нет в списках флота с 1689 г.
- Noorderkwartier (1664), 58/60 ор. Продан в 1686 г.
- Wapen van Nassau (1664), 56/62 ор. Продан в 1686 г.
- Zevenwolden (1664), 54/58 ор. Захвачен англичанами в 1665 г. В следующем году отбит.

#### Корабли 3 ранга
- Hal (1664), 50 ор.

#### Корабли 4 ранга
- Medemblik (1664), 40/46 ор. Нет в списках с 1676 г.
- Roode Leeuw/ Wapen van Holland (1664), 44/48 ор. Нет в списках с 1673 г.
- Delf (1664), 34 ор. Захвачен англичанами в 1665 г.
- Zeelandia (1664), 34/36 ор. Последнее упоминание в 1668 г.

### Корабли экстренной кораблестроительной программы 1665 г.

#### Корабли 1 ранга
- Hollandia (1665), 80/86 ор. Разбился в 1683 г.
- Zeven Provincien (1665), 80 ор. Разобран в 1694 г.

#### Корабли 2 ранга
- Maarseveen (1665), 78 ор. Корабль Голландской Ост-Индской компании. Уничтожен в сражении в 1665 г.
- Oranje (1665), 76 ор. Корабль Голландской Ост-Индской компании. Сожжён в сражении в 1665 г
- Pacificatie (1665), 76/78 ор. Нет в списках с 1686 г.
- Gouda (1665), 72/76 ор. Нет в списках с 1677 г.
- Frisia or Groot Frisia (1665), 72/74 ор. Нет в списках с 1692 г.
- Reigersbergen / Blauwe Reiger (1665), 72/74 ор. Нет в списках флота с 1690 г.
- Prins Hendrik Casimir (1665), 70/74 ор. Нет в списках с 1692 г.
- Vergulde Phenix (1665), 70 ор. Нет в списках с 1665 г.
- Delfland (1665), 70 ор.
- Komeetster (1665), 68/70 ор. Нет в списках с 1686 г.
- Walcheren (1665), 68/70 ор. Разбился в 1689 г.
- Wapen van Enkhuizen (1665), 66/70 ор. Нет в списках с 1686 г. (немореходен).
- Deventer (1665), 60/66 ор. Разбился в 1673 г.
- Slot Honingen (1665), 60 ор. Корабль Ост-Индской компании, захвачен англичанами в 1665 г.
- Utrecht (1665) / Wapen van Utrecht / Stad Utrecht, 60/66 ор. Нет в списках с 1690 г.
- Vredewold (1665), 60 ор. Нет в списках с 1672 г.

#### Корабли 3 ранга
- Agatha (1665), 50 ор. Нет в списках с 1690 г.
- Batavia / Nieuw Batavia (1665), 50 ор. Нет в списках с 1666 г.
- Beschermer (1665), 50/54 ор. Захвачен французами в 1677 г.
- Beurs (1665), 46/52 ор. Корабль Ост-Индской компании, построен в 1654 г., возвращён компании в 1666 г.
- Carolus Quintus (1665), 52/54 ор. Корабль Ост-Индской компании. Захвачен англичанами в 1665 г.
- Geldersche Ruiter (1665), 46 ор. Корабль Ост-Индской компании. Захвачен англичанами в 1665 г.
- Gouden Leeuwen (1665) / Leeuwen, 50/54 ор. Разбился в 1683 г.
- Hof van Zeeland (1665), 58 ор. Сожжён в действии с 1666 г.
- Hollandsche Tuin 1 (1665), 56 ор. Нет в списках с 1666 г.
- Hollandsche Tuin 2 (1665), 48 ор. Корабль Ост-Индской компании. В 1666 г. возвращён компании.
- Mars (1665), 46/50 ор. Корабль Ост-Индской компании. Захвачен англичанами в 1665 г.
- Nagelboom (1665), 52 ор. Построен в 1660 г. Корабль Ост-Индской компании. Захвачен англичанами в 1665 г., отбит обратно в 1666 г.
- St. Marie (1665), 50 ор. Нет в списках с 1665 г.
- Steden (1665), 48 ор.
- Vereenigde Provincien (1665), 46/48 ор. Нет в списках флота с 1667 г.
- Vlasblom (1665), 46 ор. Корабль Ост-Индской компании.

#### Корабли 4 ранга
- Hoop (1665), 40/44 ор. Захвачен англичанами в 1665 г.
- St. Paulus (1665), 40/44 ор. Корабль Ост-Индской компании. Захвачен и сожжён англичанами в 1665 г.
- Hollandia (1665), 40 ор. Нанятый частный корабль.
- Sphaera Mundi (1665), 40/41 ор. Корабль Ост-Индской компании.
- St. Paulus (1665), 40 ор. Корабль Ост-Индской компании. Захвачен англичанами в 1665 г.
- St Pieter (1665), 40 ор.
- Postiljon (1665), 38/40 ор. Нанятый частный корабль.
- Schager Roos (1665), 38/40 ор.
- Groote Herder (1665), 38 ор. Нет в списках с 1667 г.
- Ijist (1665), 34/38 ор. Нет в списках с 1666 г.
- Agatha (1665), 30/32 ор. Корабль Ост-Индской компании. В 1666 г. продан Дании.
- St Anna (1665), 28/44 ор. Корабль Ост-Индской компании.
- Delft (1665), 32/34/36 ор. Нет в списках с 1674 г.
- Drie Koningen (1665), 30 ор. Нанятый частный корабль.
- Eendracht (1665), 32 ор. Нет в списках с 1665 г.
- Elias (1665), 34 ор. Нанятый частный корабль. Захвачен англичанами в 1666 г.
- Good Hope (1665), 34 ор. Английский приз.
- Oranje (1665), 32 ор. Захвачен англичанами.
- Steden (1665), 36 ор.
- Vollenhove (1665), 28/30 ор.
- Zwanenburg (1665), 30 ор. Сожжён в сражении в 1665 г.

### Корабли, построенные в 1666—1667 гг.

#### Корабли 1 ранга
- Olifant (1666), 80/82 пушки. Выбыл из состава флота в 1686 г.
- Eendracht (1666, 76/80 пушек. Выбыл из состава флота в 1690 г.
- Gouden Leeuw (1666), 82 пушки. Выбыл из состава флота в 1686 г.
- Westfriesland (1666), 80 пушек. Разбился в 1683 г.
- Dolfijn (1667), 82/84 пушки. Выбыл из состава флота в 1687 г.
- Royal Charles (1667), 86 пушек. Английский приз. Захвачен голландцами в 1667 г. Разобран в 1673 г.
- Voorzichtigheid (1667), 84 пушек. Корабль типа Voorzichtigheid

Выбыл из состава флота в 1693 г.
- Vrijheid (1667), 80 пушек. 1690	Корабль типа Voorzichtigheid. Продан в 1690 г.

#### Корабли 2 ранга
- Zevenwolden (1666), 76 пушек
- Delf (1666), 62/66 пушек. Продан в 1689 г.
- Gelderland (1666), 64 пушки. Продан в 1694 г.
- Groningen (1666) / Zwarte Arend, 64/70/72 пушки. Выбыл из состава флота в 1688 г.
- Jonge prins (1666) / Willem Prins van Oranje, 66 пушек. Выбыл из состава флота в 1686 г.
- Justina van Nassau( 1666), 60/64 пушки. Выбыл из состава флота в 1686 г.
- Maagd van Dordrecht (1666), 60/68 пушек. Продан в 1695 г.
- Ridderschap van Holland (1666), 64/66 пушек. Потерян в море в 1690 г.
- Sneek (1666), 65 пушек. Сожжён в сражении в 1666 г.
- Oudshoorn(1666), 64/70 пушек. Бывший английский Swifsure, захвачен в 1666 г. Выбыл из службы после 1672 г.
- Tholen (1666), 60 пушек. Сожжён в сражении в 1666 г.
- Wapen van Hoorn (1667) / Eenhoorn, 62/70 пушек. Разобран в 1686 г.
- Woerden (1667), 68/72 пушки. Разбился в 1683 г.

#### Корабли 3 ранга
- Convertine (1666), 56 пушек. Английский приз. Бывший португальский корабль.
- Dordrecht (1666), 50 пушек. Разобран в 1686 г.
- Essex (1666), 50 пушек. Английский приз.
- Schieland (1666), 50 пушек. Продан в 1694 г.
- Wassenaer (1667), 54/56/60 пушек. Разбился в 1681 г.
- Esssen (1667), 50 пушек. Сожжён после сражения в 1676 г.
- Oranje (1667), 50 пушек. ?
- Patrick (1667), 48 пушек. Английский приз.

## Линейные корабли постройки 1668—1678

### 1 ранга
- Wakende Kraan (1677), 84 ор. Последнее упоминание в 1688 г.

### 2 ранга
- Monnikendam (1671), 64/70 ор. Разбился в 1683 г.
- Steenbergen (1671), 64/68 ор. Сожжён в сражении в 1676 г.
- Oudshoorn (1672), 70 ор. Ост-индский корабль?
- Domburg (1671), 60 ор. Последнее упоминание в 1673 г.

### 3 ранга
- Schattershoef (1672), 46/50 ор. Последнее упоминание в 1692 г.
- Zwanenburg (1672), 44/52 ор. Последнее упоминание в 1674 г.
- Elswoud (1677), 50/60 ор. Сожжён после сражения в 1690 г.
- Intrépide (1677), 50 ор. Французский приз, отдан назад в 1679 г.
- Oranje (1677), 50 ор. Сожжён в сражении в 1692 г.
- Précieux (1677), 58 ор. Французский приз.

## Линейные корабли постройки 1679—1689

### 1 ранга
- DNS Westfriesland (3)

90	?		Noorderkwartier
1682	1700	Westfriesland (3) Class
- Zeelandia (5)

90	?		Zeeland
1682	1712	Westfriesland (3) class
- Admiraal Generaal

84	?	Rotterdam
Maze
1683	1704	Westfriesland (3) Class
- Prinses Maria

92	Cardinael
Amsterdam
Amsterdam
1683	1708	Prinses Maria Class
- Prins Willem (3)

92	Cardinael
Amsterdam
Amsterdam
1688	1718	Prinses Maria Class
- Keurvorst van Brandenburg

92	Cardinael
Amsterdam
Amsterdam
1688	1715	Prinses Maria Class
- Keurvorstin van Brandenburg

92	Cardinael
Amsterdam
Amsterdam
1688	1715	Prinses Maria Class
- Kasteel van Medemblik (2)

90	?		Noorderkwartier
1688	1713	Westfriesland (2) class
- Koning Willem

94	?		Zeeland
1688	1712	Westfriesland (2) class
- Keurvorst van Saksen

92	Cardinael
Amsterdam
Amsterdam
1689	1693	Prinses Maria Class

## Линейные корабли постройки 1690—1702

### 1 ранга
- Beschermer (2)

90	?	Enkhuizen
Noorderkwartier
1690	1721	Westfriesland (2) class
- Beschermer (4)

100	?	Rotterdam
Maze
1691	1715
- Middelburg (2)

80	?		Zeeland
1691	?
- Unie

92	Cardinael
Amsterdam
Amsterdam
1692	1721
- Zeven Provincien (1694)

92	?	Rotterdam
Maze
1694	1706
3	Vrijheid
96	Cardinael
Amsterdam
Amsterdam
1695	1723
- Middelburg (3)

90	?		Zeeland
1699	1753

## Линейные корабли постройки 1703—1724 гг

### 1 ранга
- Eendracht (4)

106	?	Rotterdam
Maze
1703	1712
- Amsterdam (3)

96	Jan van Reenen
Amsterdam
Amsterdam
1712	1738
- Haarlem (1)

96	Jan van Reenen
Amsterdam
Amsterdam
1721	1737

## Линейные корабли постройки 1795—1860 гг

### 1 ранга
- Wreker

80	?	Amsterdam
-	1799	1818	Wreker class
- Chattam

80	?	Rotterdam
-	1800	1823	Wreker class
- Admiraal Zoutman

80	?	Amsterdam
-	1801	1818	Wreker class
- De Leeuw

80	?	Amsterdam
-	1806	1817	Wreker class
- De Ruyter

80	?	Amsterdam
-	1806	1819	Wreker class
- Admiraal Piet Hein (1)

80	?	Rotterdam
Wreker class
- Admiraal Evertsen

80	?	Amsterdam
	1808	1819	Wreker class
- Admiraal de Ruyter

80	Amsterdam 1808 1818 Wreker class
- Neptunus (2)

80	D captured	Antwerpen
	1814	1818	HMXMS Bucentaure class
- Prins van Oranje

80	D captured	Antwerpen
	1814	1825	HMXMS Bucentaure class
- Vlaming

80	D captured	Antwerpen
-	1814	1823	HMXMS Bucentaure class
- Zeeuw

1859:Jupiter	94	?	Vlissingen
- 1825	1873	Zeeuw class
- Neptunus

94	Vlissingen
1825	1876	Zeeuw class